# Lucio Coco
Lucio Coco (1961) è uno storico delle religioni italiano, studioso di storia della spiritualità russa e di letteratura cristiana antica greca e latina.

## Biografia
Si è laureato a Urbino nel 1986 in filosofia con una tesi sulla Teoria della conoscenza. Si occupa di letteratura greca classica, con particolare riferimento a Esiodo, Teognide e Pitagora e di storia della medicina greca, in particolare di Ippocrate. Vive e lavora a Verbania.
Autore ed editore di numerosi e importanti studi sulla tradizione patristica e sulla spiritualità medievale, la sua attività di ricerca si può suddividere nei seguenti settori:
A) Spiritualità dei Padri e delle Madri del deserto, ambito nel quale ha curato le seguenti pubblicazioni: Detti dei Padri del deserto: serie alfabetica, a cura e con introduzione di Lucio Coco, Casale Monferrato, Piemme, 1997 - Meterikon. I detti delle Madri del deserto, a cura di Lucio Coco, traduzione di Alex Sivak, Milano, Mondadori 2002 -.Isaia di Scete, Asceticon: dottrina e vita spirituale di un Padre del Deserto, Cinisello Balsamo, Edizioni San Paolo 2011 - Pseudo Atanasio, Vita di Sincletica. Gli insegnamenti spirituali di una Madre del deserto, Cinisello Balsamo, Edizioni San Paolo 2013 - Padri del deserto, A pranzo con i padri del deserto, EMP, Padova 2015
B) Studi della tradizione gnomologica cristiana greca, ambito nel quale ha curato le seguenti pubblicazioni: Evagrio Pontico, Sentenze. Gli otto spiriti della malvagità, introduzione, traduzione e note a cura di Lucio Coco, Roma, Città Nuova, 2010 - Basilio Magno, Isaia di Scete, Iperechio, Marco l'Eremita, Sentenze spirituali, introduzione, traduzione e note a cura di Lucio Coco, Roma, Città Nuova 2011 - Fozio, Sentenze morali, con testo greco a fronte, introduzione, traduzione e note a cura di Lucio Coco, Firenze, Leo S. Olschki 2011
C) Edizioni singole di opere di Padri della Chiesa: Giovanni Crisostomo, A Stagirio tormentato da un demone, introduzione, traduzione e note a cura di Lucio Coco; prefazione di Claudio Moreschini, Roma, Città Nuova 2002 - Evagrio Pontico, A Eulogio: sulla confessione dei pensieri e consigli di vita; A Eulogio: i vizi opposti alle virtù, con testo greco a fronte, introduzione, traduzione e note di Lucio Coco, Cinisello Balsamo, Edizioni San Paolo, 2006 - Gregorio di Nazianzo, Epitaffi. Epigrammi,  introduzione, traduzione e note a cura di Lucio Coco, Roma, Città Nuova 2013 - Geronzio, Vita latina di santa Melania,  introduzione, traduzione e note a cura di Lucio Coco, Roma, Città Nuova 2013 - Cipriano di Cartagine, Quando l'uomo diventa istrice. La gelosia e l'invidia, ediz. bilingue, Cinisello Balsamo, Edizioni San Paolo, 2014 - Evagrio Pontico, Sui pensieri ; Riflessioni ; Definizioni, introduzione, traduzione e note a cura di Lucio Coco, Roma, Città Nuova, 2014 - Gerolamo, Le regole alimentari, Edizioni Dehoniane, Bologna, 2015
D) Spiritualità della lettura, settore nel quale ha approfondito il tema della lettura nei Padri e Dottori della Chiesa, pubblicando i seguenti volumi: L'atto del leggere: il mondo dei libri e l'esperienza della lettura nelle parole dei Padri della Chiesa, introduzione, traduzione e note a cura di Lucio Coco, Comunità di Bose, Qiqajon, 2004 - Lucio Coco, La lettura spirituale: scrittori cristiani tra Medioevo ed età moderna; con un saggio di Armando Petrucci, Milano, Sylvestre Bonnard, 2005 - Seneca, Sulla lettura; con una antologia di testi sulla sua ricezione negli scrittori cristiani, a cura di Lucio Coco, Cinisello Balsamo, Edizioni San Paolo 2012 - L'arte di studiare - Ars studendi; consigli dei Padri della Chiesa sul modo di trarre profitto dallo studio, a cura di Lucio Coco, Edizioni San Paolo 2012 - Lucio Coco (ed.), Justus Lipsius, De bibliothecis syntagma, in «Schede Medievali» n.51, gen.-dic. 2013, pp. 177–236
E) Storia della spiritualità non patristica, settore nel quale ha pubblicato i seguenti testi: Le sante stolte della Chiesa russa, antologia a cura di Lucio Coco e Alex Sivak, Roma, Città Nuova, 2006 (sulla corrente spirituale russa della Stoltezza in Cristo) - 20.Gertrude la Grande, L'araldo del divino amore, introduzione, traduzione e note di Lucio, Edizioni San Paolo, Cinisello Balsamo, Edizioni San Paolo, 2008 - Tommaso da Kempis, La solitudine e il silenzio,  introduzione, traduzione e note di Lucio Coco, Edizioni San Paolo 2015
F) Produzione saggistica: Lucio Coco, Piccolo lessico della modernità, Magnano, Qiqajon, 2009 - Lucio Coco, Figure spirituali, Padova, EMP 2010 - Lucio Coco, Interrogare la fede, Torino, Lindau, 2011 - Lucio Coco, I grandi temi del Concilio Vaticano II, Città del Vaticano, Libreria editrice vaticana, 2012 - Lucio Coco, Non smettere mai di cercare. Percorsi di crescita personale attraverso le Scritture, Edizioni Messaggero, Padova, 2014

## Opere
- Lucio Coco, Non smettere mai di cercare. Percorsi di crescita personale attraverso le Scritture, Edizioni Messaggero, Padova, 2014 ISBN 978-88-250-3332-8
- I grandi temi del Concilio Vaticano II, Libreria Editrice Vaticana, 2012, ISBN 978-88-209-8915-6
- Interrogare la fede. Le domande di chi crede oggi, Lindau, 2011, ISBN 978-88-7180-908-3
- Figure Spirituali, Edizioni Messaggero Padova, 2010, ISBN 978-88-250-2273-5
- Piccolo lessico della modernità, Edizioni Qiqajon, 2009, ISBN 978-88-822-7291-3
- Testamenti Spirituali di donne e uomini illustri, Edizioni Paoline, 2008, ISBN 978-88-315-3461-1
- La lettura spirituale, Edizioni Sylvestre Bonnard, 2005, ISBN 88-89609-05-2
- Trovare Dio, in Rivista di vita Spirituale, 2009.
- Sull'atto del leggere, in Consacrazione e servizio, 2009
- Scoprendo Benedetto, in Rivista di vita Spirituale, 2007.
- Il futuro cristiano delle lingue classiche, in Rivista di vita Spirituale, 2007
- Atlante Mediterraneo, Mauro Baroni Editore, 1993, ISBN 88-85408-28-1